# John Hasbrouck Van Vleck
John Hasbrouck Van Vleck (Middletown, 1899. március 13. – Cambridge, 1980. október 27.) Nobel-díjas amerikai fizikus és matematikus.

## Pályafutása
Van Vleck a Connecticut állambeli Middletownban született. Apja és nagyapja egyaránt a Wesleyan Egyetem tanárai voltak (apja matematikát, nagyapja csillagászatot tanított). Hét éves volt, amikor apja a Wisconsini Egyetemen kapott állást, és ekkor Madisonba költöztek.
A fiatal Van Vleck a Wisconsini Egyetemen szerezte meg az alapdiplomáját, majd a Harvard Egyetemen doktorált fizikából. Érdeklődése a mágnesség felé fordult, és egész pályafutása során ezt kutatta. 1923-tól a Minnesotai Egyetemen volt professzor. 1977-ben elnyerte a fizikai Nobel-díjat a szilárdtestek mágnesességének kutatásáért.